# Imamzadeh Ja'far
De Imamzadeh Ja'far (Perzisch: امامزاده جعفر بروجرد) is een historisch mausoleum in Borujerd, gelegen in het westen van Iran. Het graf bevat de resten van Abulqāsim Ja'far ibn al-Husayn, kleinzoon van de twaalver Ali Zain al-Abidien.
Het is gebouwd in de 11e eeuw en is een van de weinige voorbeelden van architectuur uit het Seltsjoeken- en vervolgens het Il-kanaattijdperk in Iran. Een vergelijkbaar mausoleum is de Graftombe van Daniel in Susa, zuidwestelijk Iran.
Het gebouw is achthoekig met een hoge koepel in het midden. De hoogte van de koepel in conische vorm is 25 meter van de basis. De hoofdingang bevindt zich aan de oostkant en er zijn twee zalen versierd met tegelwerk van het Safawiden- (16e eeuw) en Kadjarentijdperk (19e eeuw). De deuren en de randen zijn gedecoreerd tijdens het Safawidentijdperk met ingewikkelde decoraties. Het interieur van het gebouw is door de tijd heen veranderd en ten slotte bedekt met miljoenen kleine spiegels.
De hoofdingang is van hout, met gegraveerde versieringen uit het Safawidentijdperk. Onder de begane grond is een kleine kamer met daarin het belangrijkste graf. Deze ruimte is niet toegankelijk voor het publiek.
Dit heiligdom bevindt zich in het midden van een historische begraafplaats met veel oude graven en bomen. 30 meter verder van het hoofdgebouw is er nog een historisch graf, bekend als de Do Khāharan (De twee zusters), die ook tot heiligen behoren.
In maart 2006 veroorzaakte een sterke aardbeving in Borujerd grote schade aan het graf. Volgens ambtenaren is vijftig procent van de lemen gedeeltes van het gebouw verwoest en is er een gat in de koepel gekomen.